# Sowiport

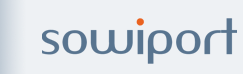
Logo von Sowiport

 Das sozialwissenschaftliche Fachportal Sowiport (Eigenschreibweise sowiport) enthielt Fachinformationen und Fachdatenbanken mit über sieben Millionen Nachweisen zu sozialwissenschaftlichen Forschungsprojekten, Publikationen und Veranstaltungen. Die Datenbanken ließen sich mithilfe einer übergeordneten Suchmaske gleichzeitig durchsuchen. Das Angebot von sowiport war von 2007 bis Ende 2017 frei zugänglich und kostenlos nutzbar. Die Datenbanken SOLIS und SOFIS wurden im März 2018 als Open Data freigegeben.

## Geschichte
Sowiport war seit März 2007 online. Das Fachportal basierte unter anderem auf folgenden von der Deutschen Forschungsgemeinschaft (DFG) und dem Bundesministerium für Bildung und Forschung (BMBF) geförderten Projekten:
- Nationallizenzen der DFG
- Virtuelle Fachbibliothek Sozialwissenschaften (ViBSoz)
- Informationsverbund infoconnex
- Kompetenzzentrum Modellbildung und Heterogenitätsbehandlung
- Value-Added Services for Information Retrieval (IRM)

Sowiport wurde von GESIS betrieben, war aber ein kooperatives Angebot folgender Partner: GESIS, Deutsches Zentrum für Altersfragen (DZA), DZI – Deutsches Zentralinstitut für soziale Fragen, Friedrich-Ebert-Stiftung, Universitäts- und Stadtbibliothek Köln, Wissenschaftszentrum Berlin für Sozialforschung und Bertelsmann Stiftung.
Sowiport war Teil des inzwischen eingestellten disziplinübergreifenden Wissenschaftsportals vascoda.
Sowiport ist zum Jahresende 2017 eingestellt worden und seitdem über die bisherige Internet-Adresse nicht mehr zu erreichen.

## Portal
Das Fachportal enthielt neben den Datenbanken eine Vielzahl weiterer Fachinformationen aus den Sozialwissenschaften. So ließen sich über den Veranstaltungskalender sozialwissenschaftliche Tagungen, Workshops, Seminare, und ähnliches recherchieren und finden.
Die Sowiport-Themen-Feeds boten die neuesten Publikationen und Forschungsprojekte zu aktuellen Forschungsthemen wie zum Beispiel „Atomenergie“ oder „Gesundheitspolitik in Deutschland“.  Die Feeds ließen sich per RSS-Feed-Funktion abonnieren.
Der Informationsdienst „Recherche Spezial“ wurde regelmäßig veröffentlicht und enthielt Zusammenstellungen von Veröffentlichungen und Forschungsprojekten, gegliedert nach spezifischen Teilaspekten eines Themas. Die Reihe deckte sozialwissenschaftliche Themen wie zum Beispiel „Herausforderung ‚Terrorismus‘ – Politik der Inneren Sicherheit“, „Frauen in Wissenschaft und Forschung“ oder „Transnationale Vergesellschaftungen“ ab.

### Fachdatenbanken
Die Basis des Portals bildeten 18 Datenbanken verschiedener Anbieter. Bei den Datenbanken handelte es sich um Nachweisdatenbanken, Publikationen und Forschungsprojekte waren also mit bibliographischen Angaben in der Datenbank nachgewiesen. In vielen Fällen waren jedoch die elektronisch verfügbaren Volltexte integriert und per Mausklick erreichbar. Verfügbar waren:
- FIS Bildung Literaturdatenbank
- Katalog des Sondersammelgebietes Sozialwissenschaften der Universitäts- und Stadtbibliothek Köln
- SOLIS – Sozialwissenschaftliches Literaturinformationssystem
- SOFIS – Sozialwissenschaftliches Forschungsinformationssystem
- DBK – Datenbestandskatalog der GESIS
- Social Sciences Open Access Repository SSOAR
- Fachinformationsführer SocioGuide der GESIS
- Katalog der Bibliothek des Wissenschaftszentrums Berlin für Sozialforschung WZB
- Literaturdatenbank DZI SoLit
- Datenbank GeroLit des Deutschen Zentrums für Altersfragen
- Katalog der Bibliothek der Friedrich-Ebert-Stiftung
- Bertelsmann Stiftung
- Sociological Abstracts
- Social Services Abstracts
- ASSIA: Applied Social Sciences Index and Abstracts
- Worldwide Political Science Abstracts
- PAIS International: Database of the Public Affairs Information Services
- Physical Education Index

Die internationalen Datenbanken Sociological Abstracts, Social Services Abstracts, ASSIA: Applied Social Sciences Index and Abstracts, Worldwide Political Science Abstracts, PAIS International: Database of the Public Affairs Information Services und Physical Education Index von ProQuest waren Teil der DFG-Nationallizenz, die im Herbst 2004 erstmals erworben worden war. Damit standen dem Nutzer, der sich kostenfrei für eine Nationallizenz registrieren kann, nicht nur die aktuellen Inhalte, sondern auch die vollständigen Archive der CSA-Datenbanken zur Verfügung.
Die automatische Umschlüsselung von Suchbegriffen zwischen den Thesauri der Datenbanken ermöglichten eine gleichzeitige Recherche in mehreren bzw. allen Datenbanken. Mehrwertdienste unterstützten bei der Schlagwortsuche und helfen bei der Sortierung der Trefferliste nach neuen Verfahren. Die Ergebnisse einer Recherche wurden in übersichtlichen Trefferlisten präsentiert. Die einzelnen Nachweise ließen sich im persönlichen Ordnersystem speichern, als E-Mail verschicken oder in ein Literaturverwaltungsprogramm exportieren.

## Kritik an der Einstellung des Fachportals
Nachfolger von Sowiport ist ein Angebot, das wiederum von GESIS betrieben wird und bei dem sozialwissenschaftliche Open-Access-Publikationen sowie Forschungsdaten (Open Data, Open Science) im Vordergrund stehen.
Kritisiert wurde in diesem Zusammenhang, dass insbesondere die Datenbanken SOLIS und SOFIS, die von GESIS mit Steuermitteln aufgebaut worden waren, seit der Einstellung von Sowiport nicht mehr allgemein zugänglich sind, was damit begründet worden war, dass sie als proprietäre Dienste nicht mehr zu dieser Strategie passen würden. Hiergegen wurde auch eingewandt, es entspreche durchaus der Idee des Open Access, nicht frei zugängliche Forschungsdaten und bibliographische Angaben frei zugänglich zu machen.
Dem folgte GESIS, indem die historischen Daten von SOLIS und SOFIS im März 2018 als Open Data im eigenen Git-Repositorium freigegeben wurden.